# Służba Inżynieryjno-Budowlana Wojska Polskiego
Służba inżynieryjno-budowlana – służba ludowego Wojska Polskiego powołana do wykonywania w ramach szkolenia prac budowlano-montażowych, głównie w zakresie specjalnego budownictwa wojskowego oraz przygotowania specjalistycznych pododdziałów i wykwalifikowanych kadr do wykonywania budownictwa obronnego.
W 1960 roku zostało powołane Szefostwo Służby Inżynieryjno-Budowlanej Wojska Polskiego. Szefostwo zostało podporządkowane głównemu kwatermistrzowi WP. Pierwszym szefem Służby został ppłk. Bronisław Szubicz. Kierował nią od maja 1960 roku do maja 1962 roku.
W 1962 roku Szefostwo Służby Inżynieryjno-Budowlanej zostało podporządkowane gen. bryg. inż. Tadeuszowi Białkowi, zastępcy głównego kwatermistrza WP - szefowi Inspektoratu Budownictwa i Kwaterunku Wojskowego.
Obsada personalna Szefostwa Służby Inżynieryjno-Budowlanej w czerwcu 1962 roku.
- szef Służby – płk inż. arch. Adam Gunia
- zastępca ds. politycznych – płk mgr Białecki
- szef sztabu – płk dypl. Więckowski, od połowy 1969 płk dypl. mgr inż. Stanisław Szczepański
- zastępca ds. technicznych – płk Miastkowski

W okresie od stycznia do grudnia 1972 roku szefem służby był płk S. Szczepański.
W połowie 1968 roku zostały powołane delegatury Szefostwa Służby Inżynieryjno-Budowlanej.
W 1972 roku Służba Inżynieryjno-Budowlana została połączona ze Służbą Kwaterunkowo-Budowlaną oraz Wojskową Inspekcją Architektoniczno-Budowlaną MON w jedną Służbę Zakwaterowania i Budownictwa.